# Travis Smith (Schlagzeuger)

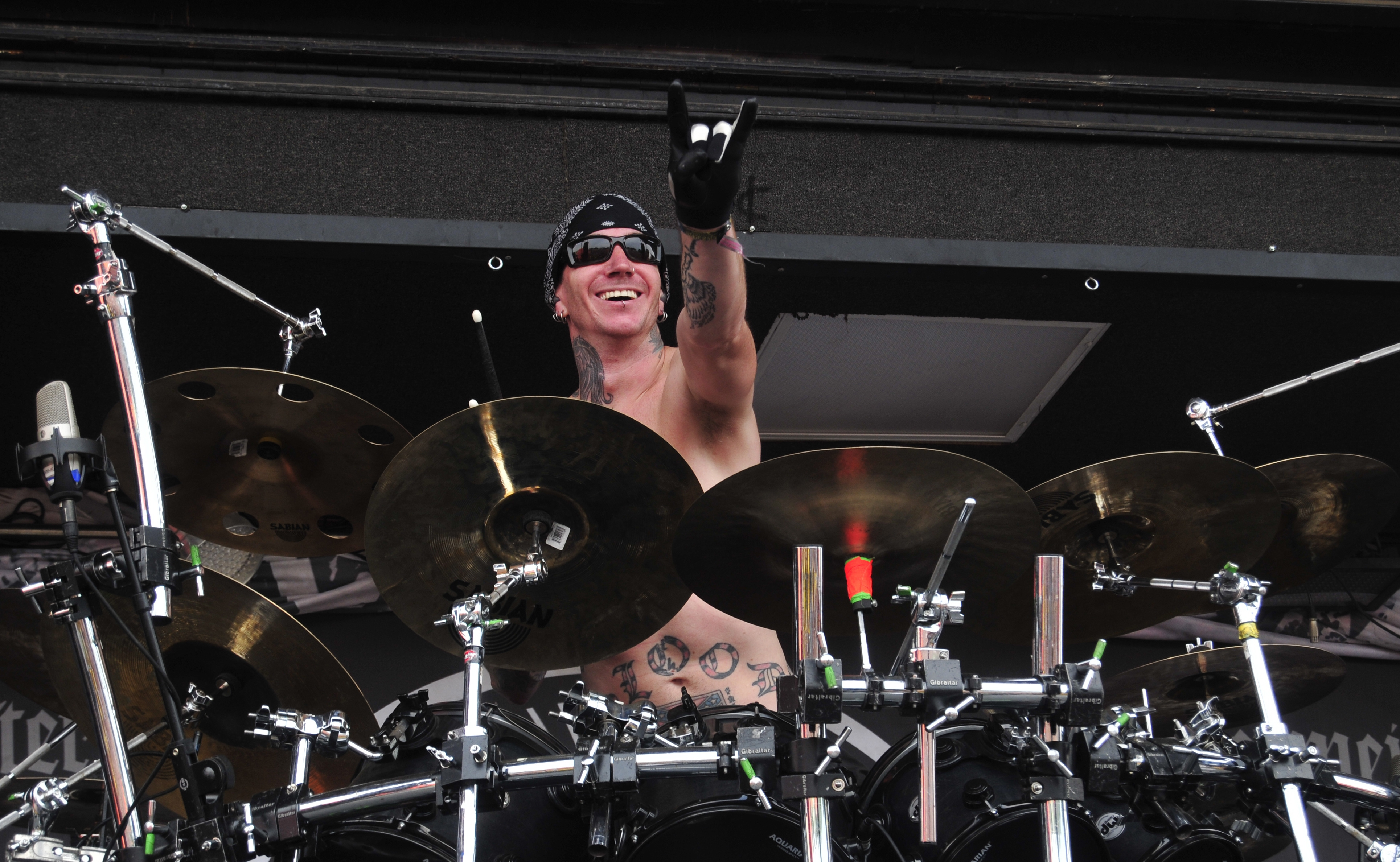
Travis Smith

Travis Smith (* 29. April 1982 in Bainbridge, Georgia) ist ein US-amerikanischer Schlagzeuger und war von 2000 bis Februar 2010 Mitglied der  Band Trivium.
Smith ist bekannt für seinen schnellen Umgang mit der Fußmaschine. Er erhielt mehrere Auszeichnungen durch Musikmagazine wie Revolver und Modern Drummer.
Die britische Zeitschrift Metal Hammer verlieh ihm im Rahmen der Golden Gods Awards 2006 die Auszeichnung als bester Schlagzeuger.